# Laguna El Manco
Laguna El Manco är en sjö i Chile.   Den ligger i regionen Región del Biobío, i den södra delen av landet, 400 km söder om huvudstaden Santiago de Chile. Laguna El Manco ligger 1 279 meter över havet. Arean är 0,25 kvadratkilometer. Den sträcker sig 0,7 kilometer i nord-sydlig riktning, och 1,0 kilometer i öst-västlig riktning.
Omgivningarna runt Laguna El Manco är i huvudsak ett öppet busklandskap. Runt Laguna El Manco är det mycket glesbefolkat, med 2 invånare per kvadratkilometer.